# Sunrise Manor (Nevada)
Sunrise Manor  es un lugar designado por el censo (CDP) situado en el condado de Clark (Nevada, Estados Unidos), localizado en la base occidental de la Montaña Frenchman, al este de Las Vegas. La población de Sunrise Manor era de 156 120 en el censo del 2000, y de 205 618 habitantes en el censo de 2020.

## Geografía
Sunrise Manor está localizada en las coordenadas 36°10′32″N 115°3′35″O / 36.17556, -115.05972 (36.175445, -115.059707).
Según la Oficina del Censo de los Estados Unidos, el CDP tiene un área total de 38.2 millas cuadradas (99.1 km²), de tierra.

## Demografía
En el censo del año 2000, había 156 120 personas, 53 745 dueños de hogares y 38 535 familias residiendo en el CDP. La densidad poblacional era de 4 081.8 personas por milla cuadrada (1,575.9/km²). En Sunrise Manor había 58 410 casas en un promedio de densidad de 1,527.1/milla cuadrada (589.6/km²). La demografía racial de Sunrise Manor era la siguiente: blancos, 65.47 %; afroamericanos, 12.89 %; amerindios, 0.98 %; asiáticos, 5.41 %; isleños del Pacífico, 0.46 %; personas de otras razas, 10.13 %; personas de dos o más razas, 4.67 %. Los hispanos o latinos de cualquier raza representaban el 26.02 % de la población.

## Religión
En Sunrise Manor se encuentra el Templo de Las Vegas de la Iglesia de Jesucristo de los Santos de los Últimos Días, consagrado el 16 de diciembre de 1989.

## Educación
Las escuelas preparatorias de Las Vegas y Eldorado atienden a los ciudadanos de Sunrise Manor.